# Triarios

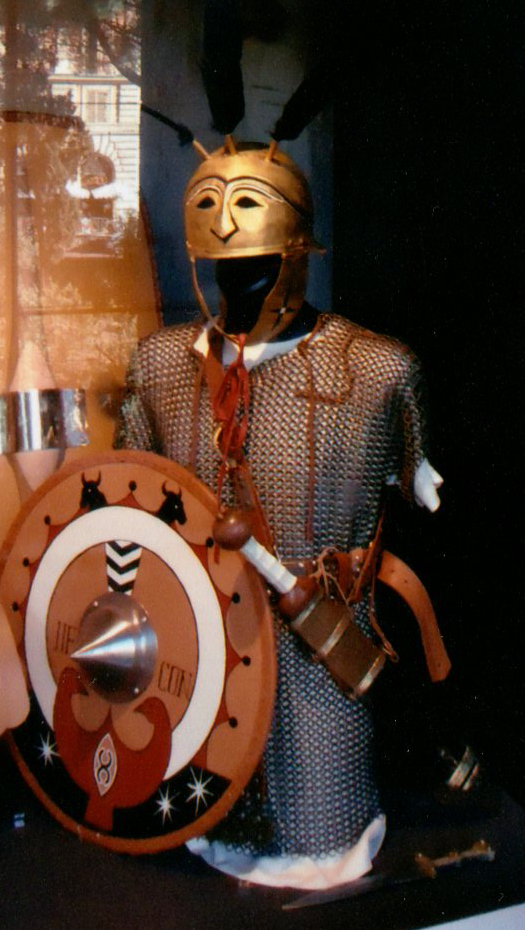
Réplica de la armadura usada por los Triarios, gladius y escudo en el Anfiteatro Flaviano, Roma

Los triarios (lat. triarii, singular triarius) eran los legionarios veteranos en la organización de la legión romana en tiempos de la república. Los triarios eran mucho menores en número al resto de la infantería de línea. En la formación clásica de la legión republicana, se mantenían en última línea, como reserva para casos de crisis. Adoptaban una disposición parecida a la de la falange griega, apoyando la rodilla para adoptar una posición defensiva, conformando así una unidad compacta aunque de mucha menor profundidad. Su arma característica era una larga lanza, aunque también portaban un gladius y «dos dardos emplomados». Los infantes usaban protecciones corporales, siendo los centuriones los que portaban aquellas de mayor calidad, añadiendo a la cota de malla o loriga y el casco unas grebas. Por otro lado, los portaestandartes usaban protecciones más ligeras y añadían pieles de animales como osos y lobos para infundir terror en sus enemigos.
Si la situación de la batalla se complicaba hasta movilizar a los triarios, estos, si no podían tampoco vencer, al menos estaban preparados para resistir al enemigo como una falange, dando tiempo al resto del ejército a reagruparse o retirarse ordenadamente, evitando una matanza y haciendo la victoria costosa para el enemigo. El estatus y el grado de experiencia de los triarios en muchas ocasiones contribuía a que las tropas que se batían en retirada, es decir, las dos primeras oleadas compuestas por asteros y príncipes respectivamente, recuperasen la moral y volvieran a formar para combatir de nuevo.  
En la antigua Roma existía un dicho, "la pelea llegó a los Triarii", aplicado a situaciones que se enconaban mucho, en referencia a la situación difícil en que una legión debía verse para recurrir a estas tropas de reserva. Los triarii, al igual que el resto de categorías de tropa de leva reclutadas en función del equipo que pudiesen pagarse, desaparecieron con la formación de un ejército profesional, con equipo estandarizado para todos, esto ocurrirá tras la instauración de las reformas marianas.